# Short Shots
Der SHORT SHOTS e.V. war eine von 2005 bis 2010 bestehende Initiative zur Förderung des Filmnachwuchses für Kultur auf Clubatmosphäre. Im Mittelpunkt der Veranstaltungen stand der Kurzfilm. Neben der Gründungsstadt Berlin gab es in Madrid eine spanische Dependance.

## Idee
Jungen Regisseuren und Filmemachern sollte die Möglichkeit gegeben werden, ihre Kurzfilme vor einem breiten europäischen Publikum zu präsentieren und sich anschließend mit Filmschaffenden und Interessierten in netter Clubatmosphäre auszutauschen. Ziel war es, jungen Regisseuren ein Publikum und eine Bühne zu verschaffen. Das Publikum sollte an einem rundum entspannten Abend in einem Club die Chance bekommen, das Feld des Kurzfilms kennenzulernen. Neben dem Präsentationscharakter sollte vor allem die Kommunikation unter den Filmschaffenden gefördert werden, um Synergieeffekte zu erzielen.

## Geschichte
Gegründet als Berliner Studenteninitiative im Jahr 2005 hatte sich in kürzester Zeit ein Ableger in Madrid entwickelt. Geplant aber nie verwirklicht war die Erweiterung auf weitere europäische und internationale Standorte wie Paris, Rom, Delhi und Caracas. Inzwischen wurden über 150 Kurzfilme vor über 3000 Zuschauern in Berlin und Madrid gezeigt. In Zusammenarbeit mit dem Berliner Festival britspotting, dem Festival de Experiencia Espantapitas, dem europäischen Filmfestival NEFF in Vitoria/Spanien und MitOst e.V. wurden in der Vergangenheit besondere Events bzw. spezielle Programme veranstaltet.

## Veranstaltungen
Kurzfilmabend
Ein regelmäßiger Kurzfilmabend in der Medienmetropole Berlin. In regelmäßigen Abständen wurde in einem renommierten Club fünf bis sieben Kurzfilme passend zu einem Thema wie z. B. „Amor und Psyche“, „Moderne Zeiten“ oder das Weihnachtsprogramm „Rohes Fest“ gezeigt. Zahlreiche Regisseure und die Filmcrews waren anwesend und stehen dem Moderator sowie dem Publikum Rede und Antwort.
Jeder Abend wurde von einem Moderator begleitet. Er führte durch die monothematische Veranstaltung, stellte die fünf bis sieben Kurzfilme vor und fungierte als Schnittstelle zwischen Publikum und geladenen Filmschaffenden. Vor jedem Film gab es eine kurze Einleitung, nach jedem Film die Chance zu einem Interview mit den anwesenden Vertretern des Films. Im Fokus lagen dabei neben Fachfragen vor allem auch der Unterhaltungsansatz. So sollten amüsante Anekdoten vom Dreh und anderes Wissenswertes über das Filmemachen an sich im Mittelpunkt stehen.
Der Kurzfilm-Battle
Der deutsche Kurzfilm im internationalen Vergleich: Wie schneiden deutsche Kurzfilme auf internationaler Ebene ab? Im Rahmen einer spannenden „Shortfilm Battle“, gab es in Zusammenarbeit mit britspotting einen Wettbewerb zwischen drei englischen und drei deutschen Filmen, Motto:
„Auf Leben und Tod“. Am 25. April 2007 fand der zweite Battle statt. Diesmal standen sich Spanien und Deutschland zum Thema Todsünden gegenüber. Gewinner war der deutsche Beitrag "Der Aufreißer" unter der Regie von Steffen Weinert mit Hauptdarsteller Steffen Groth ("FC Venus", "Alles auf Zucker").
Die Gala
Die besten deutschen Kurzfilme des Jahres wurde im Rahmen einer jährlichen Gala präsentiert: Das Publikum wählte mit Hilfe von Applausometer oder SHORT SHOTS-Votingmünzen den besten Film. Im Anschluss an das Voting wurden Preise verliehen, im Jahr 2006 im Wert von € 25.000.

## Moderation
Seit Sommer 2006 steht Daniel Boschmann als Moderator im Dienst der Initiative. Für die Moderation des SHORT SHOTS BATTLE wurde als Vertreterin der spanischen Filme die Moderatorin Claudia Lopez verpflichtet.

## Filmlounge
Nachwuchstalente sollten dabei unterstützt werden, Kontakte zu bereits etablierten Filmemachern, Produzenten oder auch Schauspielern zu knüpfen, Partner für neue Projekte zu gewinnen und gemeinsam Ideen zu entwickeln. Dafür wurde die SHORT SHOTS Filmlounge ins Leben gerufen, die regelmäßig nach dem Kurzfilm-Screening stattfindet. Eines der Hauptziele von SHORT SHOTS war es, junge Filmschaffende untereinander zu vernetzen und ihnen eine Plattform für Kommunikation und Kooperation zu verschaffen. Die SHORT SHOTS-Lounge im Anschluss an das Screening bot dafür den idealen Rahmen. Der Austausch fand jedoch nicht nur innerhalb der Filmbranche statt, sondern auch zwischen Filmschaffenden und dem Publikum.

## Partner und Kooperation
- Goethe-Institut in Madrid
- EU-Programm "JUGEND für Europa"
- Universität Aranjuez/Madrid
- Festival de Experiencia Espantapitas in Almeria/Spanien
- Filmverleih Kurtsfilme
- britspotting
- Botschaft von Spanien
- german films
- AG Kurzfilm
- NEFF – New European Film Festival
- MitOst e.V.

## Madrid
Im Mai 2006 wurde das Konzept erfolgreich in Madrid adaptiert. Dort hat SHORT SHOTS bereits zahlreiche Kurzfilmabende im Goethe-Institut und Clubs veranstaltet, bei denen zu einem bestimmten Thema deutsche Filme mit spanischen Untertiteln gezeigt werden. Das Goethe-Institut Madrid unterstützte SHORT SHOTS von Beginn an als starker Kooperationspartner. Auf diese Weise sollte der interkulturelle Austausch weiter verstärkt werden. Durch EU-Fördermittel war es möglich, zu jeder Veranstaltung zwei deutsche Regisseure nach Madrid einzuladen, die ihre Filme dort persönlich einem internationalen Publikum präsentieren konnten.